# Cyanolimnas cerverai
La gallinuela de Santo Tomás, gallineta de Zapata o polluela de Zapata (Cyanolimnas cerverai, sin.: Mustelirallus cerverai) es una especie de ave gruiforme de color oscuro y tamaño medio, perteneciente a la familia Rallidae endémica de Cuba, al igual que su género monotípico Cyanolimnas, del que es la única especie. No se conocen subespecies. Tiene partes superiores de color marrón, partes inferiores de color grisáceo-azul, un pico amarillo-rojo, una cubierta blanca en la parte inferior de su cola y ojos rojos. Sus cortas alas hacen que casi no pueda volar. Es endémica de las zonas húmedas de la Península de Zapata en el sur de Cuba, donde se encontró el único nido conocido en matas de juncias. Posiblemente anida entre noviembre y enero. No se saben con certeza más datos. Poco se sabe de su dieta o la conducta reproductiva, y sus descripciones pueden pertenecer a una especie diferente.
La gallinuela de Santo Tomás fue descubierta por el zoólogo español Fermín Zanón Cervera en marzo de 1927 en la Ciénaga de Zapata, cerca de Santo Tomás, al sur de la provincia de Matanzas, en Cuba. En el pantano se encuentra otro pájaro que no se encuentra en ninguna otra parte, el reyezuelo Zapata y el gorrión Zapata. Debido a la continua pérdida de hábitat en su área de distribución limitada, su pequeño tamaño de la población, y la depredación por mamíferos introducidos y el bagre, La gallinuela de Santo Tomás se evalúa como en peligro crítico en la Lista Roja de especies amenazadas de la UICN. El Turismo y el cambio climático pueden ser una amenazar en el futuro.

## Etimología
El nombre del género Cyanolimnas viene del griego cyano “azul” y limnas “ciénaga”, y cerverai the specific name del latín por ser dedicado a Cervera (Fermín Zanón Cervera), un soldado español que se había quedado después de la Guerra Española-Americana y se convirtió en un naturalista profesional y que en 1927 colectó por primera vez la especie. En inglés se le da el nombre de Zapata rail.

## Descubrimiento y taxonomía
La gallinuela de Santo Tomás fue descrita formalmente por el herpetólogo estadounidense Thomas Barbour y su compatriota, ornitólogo James Lee Peters, en 1927. A su juicio, lo suficientemente distintivo como para merecer su propio género, Cyanolimnas.
Barbour había estado acompañado por el español Cervera en sus anteriores visitas a Cuba, y al enterarse de los pájaros extraños que se encuentran en el área de Zapata, envió Cervera a una serie de viajes a la región. Cervera finalmente encontró el Cyanolimnas cerca del muy pequeño asentamiento que conmemora a la "Gallinuela de Santo Tomás”.
Cervera también descubrió la reyezuelo Zapata y el gorrión Zapata,  y su nombre es conmemorado por el nuevo centro ecológico en el parque nacional Ciénaga de Zapata.
La familia del Rallidae contiene más de 150 especies divididas en al menos 50 géneros, el número exacto dependiendo de la autoridad. El Cyanolimnas cerverai es el único miembro del género Cyanolimnas', y se considera que es intermedio entre otros dos géneros del Nuevo Mundo, Neocrex y Pardirallus. Las seis especies de los tres géneros son de pico largo, cinco tienen plumaje gris, y todos menos uno tienen una mancha roja en la base factura. Se cree que descienden del Amaurornis- como tronco ancestral.

## Descripción
La gallinuela de Santo Tomás es de tamaño mediano, aproximadamente de 29 cm (11,4 pulgadas) de largo. Las partes superiores son de color castaño oliváceo y la frente, los lados de la cabeza y partes inferiores son de color gris pizarra, con un poco de blanco, salvo en la parte baja del abdomen. Por los flancos y en el abdomen inferior se convierte en castaño grisáceo que en algunos especímenes tiene un barrido de blanco. Las alas son muy cortas y redondeadas; por lo que vuela muy débilmente, la cola es pequeña con escasas plumas y con la parte de abajo de color blanco, el pico es verde con la base de color rojo y las patas son rojas. Por sexo tienen apariencias similares, pero las aves inmaduras son más opacas, sin la base roja en el pico y con las patas de color verde olivo; los polluelos, al igual que con todos los rallidae, están cubiertos de plumón negruzco.  La llamada del Cyanolimnas cerverai se describe como un cutucutu-cutucutu-cutucutu similar a la de la lechuza piernas desnudas, y un fuerte kuvk kuck-limpkin. Sin embargo, estas llamadas pueden ser en realidad las del rallidae manchado. No hay especies similares en Cuba; el rallidae manchado es simpátrico casi del mismo tamaño, pero es más manchado y con un barrido de color blanco.

## Comportamiento
La gallinuela de Santo Tomás normalmente se reproduce en pantanos Cladium jamaicensis, construyendo su nido sobre el nivel del agua en un bloque elevado. La reproducción tiene lugar alrededor de septiembre, y posiblemente también en diciembre y enero. El ornitólogo estadounidense James Bond encontró un nido con tres huevos blancos de 60 cm (2 pies) sobre el nivel del agua en un pantano, pero muy poco se sabe de la biología de la reproducción. Los rallidae son generalmente monógamos, y todos tienen polluelos precoces que son alimentados y custodiado por los adultos.
El animal prefiere alimentarse en los pantanos. La dieta no está registrada, pero la mayoría de los rallidae del pantano son omnívoros, se alimentan de invertebrados y material vegetal. Los rallidae pueden dispersarse en la temporada de lluvias, regresando a las áreas inundadas de forma permanente en los meses secos.
Al igual que otros rallidae, esta especie es difícil de observar, ya que se mueven a través del pantano y pueden agacharse para evitar ser detectados, pero no suelen ser especialmente cautelosos. Cuando se les molesta, pueden correr una distancia corta y luego se detienen con la cola levantada destacándola parte blanca de su cola.  A pesar de sus alas cortas, la gallinuela de Santo Tomás no puede ser completamente no voladora. Por razones morfológicas se clasifica como una especie voladora, ya que la cintura escapular y el ala son tan reducidas como en otras especies de rallidae que se consideran como voladoras, pero Bond informó haber visto un aleteo de unos tres metros a través de un canal.

## Estado de conservación
Es una especie con categoría de amenaza. Tiene un área de distribución actual muy restringida y ha sido observada en muy pocas oportunidades. De esta especie se conocen restos fósiles encontrados en Pinar del Río y la Isla de la Juventud.
Hay planes para alentar a más turistas a visitar la zona de Zapata, en particular de Europa, y si Estados Unidos permite a sus ciudadanos visitar Cuba en el futuro esto podría aumentar aún más los efectos del ecoturismo. Esto podría tener un impacto peligroso en el humedal, pero el ministro de Turismo de Cuba, Manuel Marrero, y Pablo Bouza, el director del parque nacional Ciénaga Es una especie con categoría de amenaza. Tiene un área de distribución actual muy restringida y ha sido observada en muy pocas oportunidades. De esta especie se conocen restos fósiles encontrados en Pinar del Río y la Isla de la Juventud. A más largo plazo, el pantano Ramsar, puede verse amenazado. El aumento del nivel del mar debido al calentamiento global podría contaminar el humedal de agua salada, dañar las plantas y la fauna, y para el 2100 la zona de la Ciénaga de Zapata se reducirían en una quinta parte. Altas temperaturas del océano como consecuencia del cambio climático también podrían dar lugar a huracanes y sequías más fuertes. Bouza advirtió que la vegetación caída ocasionada por los huracanes podría actuar como combustible para los incendios más dañinos, una vez que se había secado.